# Baitul Mukarram
Baitul Mukarram, également orthographiée Baytul Mukarrom (en arabe : بيت المكرّم et en bengali : বায়তুল মোকাররম), située dans la capitale Dacca, est la mosquée nationale du Bangladesh.
Elle peut accueillir 30 000 personnes mais est extensible à 40 000 lors des fortes affluences du Ramadan[réf. nécessaire].

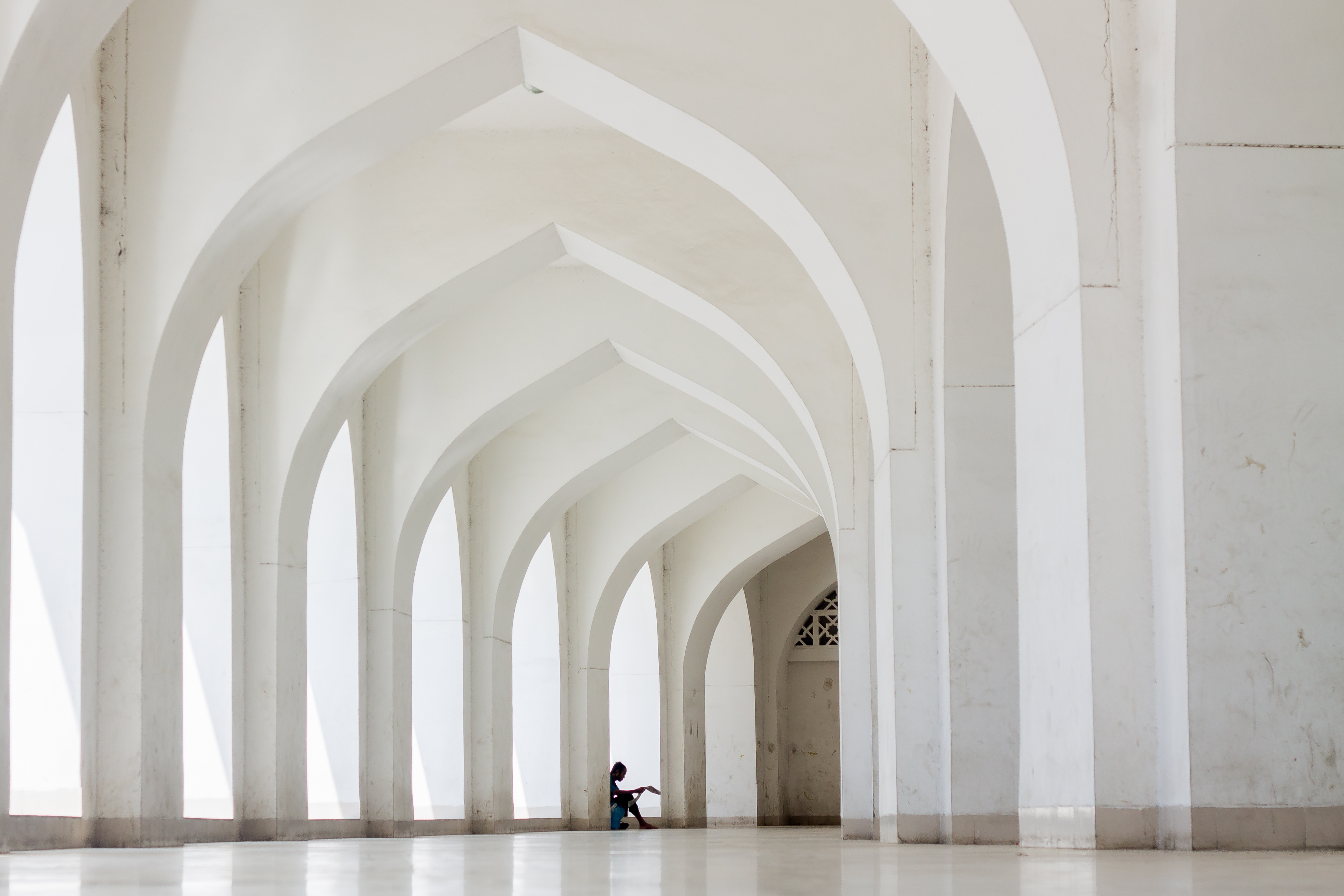
Intérieur de la mosquée.

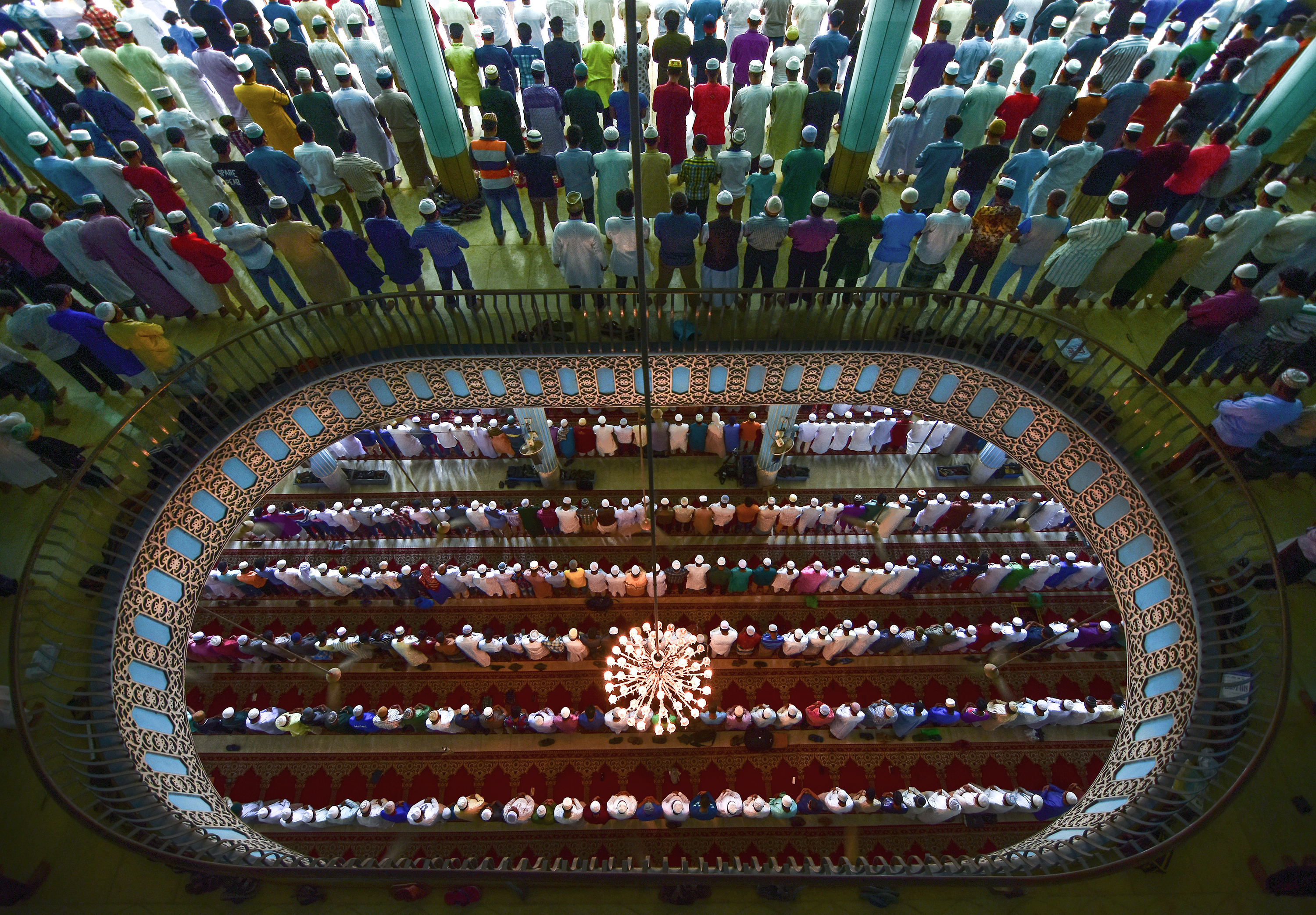
Intérieur de la mosquée.